# Цовасар
Цовасар (арм. Ծովասար, до 2006 года — Тазагюх) — село в Гегаркуникской области Армении.

## География
Село расположено в юго-западной части марза, на левом берегу реки Цаккар, к югу от автодороги , на расстоянии 32 километров к юго-востоку от города Гавар, административного центра области. Абсолютная высота — 2100 метров над уровнем моря.

### Климат
Климат характеризуется как умеренно холодный, влажный (Dfb в классификации климатов Кёппена). Среднегодовая температура воздуха составляет +4,6 °C. Средняя температура самого холодного месяца (января) составляет −7,5 °С, самого жаркого месяца (августа) — +16,3 °С. Расчётная многолетняя норма атмосферных осадков — 1232 мм. Наибольшее количество осадков выпадает в июне (153 мм).

## Население
Численность постоянного населения по состоянию на 1 января 2024 года составляла 2917 человек.
| Год переписи | Население          | Население          | Население          | Население            | Население            | Население            |
| Год переписи | Наличное население | Наличное население | Наличное население | Постоянное население | Постоянное население | Постоянное население |
| Год переписи | Всего              | Мужчины            | Женщины            | Всего                | Мужчины              | Женщины              |
| ------------ | ------------------ | ------------------ | ------------------ | -------------------- | -------------------- | -------------------- |
| 2001         | 2264               | 1095               | 1169               | 2559                 | 1347                 | 1212                 |
| 2011         | 2228               | 984                | 1244               | 2708                 | 1394                 | 1314                 |

| Год  | Численность | Численность |
| ---- | ----------- | ----------- |
| 1831 | 77          | [ 8 ]       |
| 1873 | 569         | [ 9 ]       |
| 1897 | 903         | [ 8 ]       |
| 1926 | 1393        | [ 8 ]       |
| 1939 | 1567        | [ 8 ]       |
| 1959 | 1584        | [ 8 ]       |
| 1970 | 2138        | [ 8 ]       |
| 1979 | 2056        | [ 8 ]       |
| 1989 | 2069        | [ 8 ]       |
| 2001 | 2559        | [ 8 ]       |
| 2011 | 2708        | [ 10 ]      |